# LZ7 Deutschland

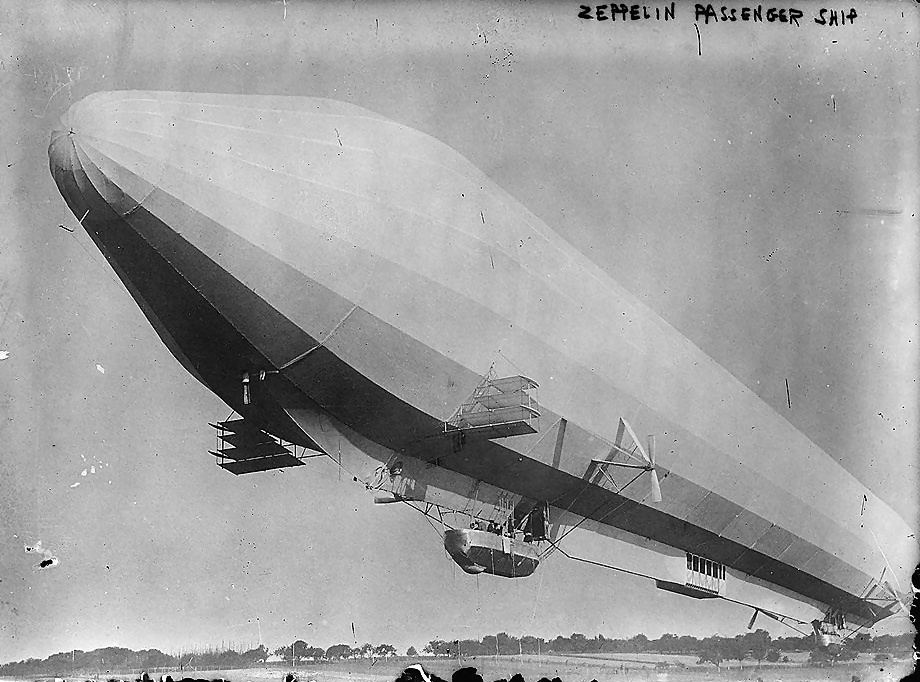
LZ7 Deutschland

De LZ7 Deutschland was de tweede zeppelin van DELAG. Na een ceremonie werd het schip Deutschland genoemd. Op de zevende vaart op 28 juni 1910 sloeg het weer plotseling om en werd het schip overspoeld door een regenvlaag. Door die waterballast werd het schip te zwaar. Nadat een van de motoren was uitgevallen zakte het schip in elkaar boven het Teutoburgerwoud bij Bad Iburg en sloeg het te pletter tegen de bomen. Wonder boven wonder raakte niemand ernstig gewond.